# Hội đồng Dân tộc Syria
Hội đồng dân tộc Syria tên giao dịch tiếng Anh là: Syrian National Council viết tắt là SNC (tiếng Ả rập: المجلس الوطني السوري‎ tiếng Cuốc: Encumena Nîştimaniya Sûriye Turkish: Suriye Ulusal Geçiş Konseyi) (al-Majlis al-Waṭanī as-Sūri) là một hình thức tổ chức hội nhóm chính trị để tập hợp các phe phái chính trị đối lập với chính phủ Syria trong việc giải quyết cuộc khủng hoảng ở Syria. Hội đồng được thành lập vào tháng 9 năm 2011 tại Thổ Nhĩ Kỳ nhằm lãnh đạo phong trào nổi dậy chống chính quyền tổng thống Bashar Al Asssad.

## Thành lập
Tại cuộc họp báo ngày 15 tháng 9 năm 2011, tại Thủ đô Istanbul, Thổ Nhĩ Kỳ, phe đối lập ở Syria thông báo việc thành lập Hội đồng dân tộc Syria với hơn 140 thành viên, trong đó hơn 50% đang sống ở Syria. Quyết định trên được đưa ra sau cuộc họp của lãnh đạo phe đối lập kéo dài hai ngày tại thủ đô Istanbul của Thổ Nhĩ Kỳ. Người dân Syria trong nước khi biết tin đã đổ ra đường ăn mừng, giới chuyên môn thì cho rằng đây là dấu mốc quan trọng của phe đối lập sau 6 tháng nổ ra cuộc nổi dậy ở Syria. Tuy nhiên nội bộ giữa các bên, các phe phái vẫn chưa được thống nhất. Tuy đã được thành lập nhưng cho đến hết năm 2011, SNC vẫn chưa bầu chủ tịch và các vị trí trong hội đồng.
Việc thành lập SNC là bước đi quan trọng nhất để thống nhất lực lượng đối lập vẫn còn phân tán và chưa thống nhất. Ban lãnh đạo của SNC sẽ có 29 thành viên là đại diện cho 7 phong trào đối lập ở Syria, và có một nữ phát ngôn viên. Hiện SNC chưa có người lãnh đạo chính thức, nhưng vị trí này được cho là sẽ do ông Ghalioun nắm giữ SNC sẽ tổ chức cuộc họp toàn thể để bầu ra chủ tịch hội đồng.
Các thành phần đầu tiên tham gia Hội đồng gồm một số phong trào đối lập nổi bật trong nước như nhóm Damascus Declaration có trụ sở tại thủ đô Damascus, nhóm Huynh đệ Hồi giáo Syria, một đảng chính trị Hồi giáo bị cấm trong nước cùng các ủy ban điều phối địa phương dẫn đầu các cuộc biểu tình trên khắp đất nước, cùng một số nhân vật tiêu biểu ở các bộ tộc và cá nhân khác...
Sau đó trong một cuộc họp kín được tổ chức tại Istanbul của Thổ Nhĩ Kỳ, các đại diện của 25 phe phái đối lập ở Syria ngày 27 tháng 3 năm 2012 đã nhất trí chọn Hội đồng Dân tộc Syri làm đại diện chính thức. Tuyên bố chung được đưa ra sau hai ngày hội nghị, phe đối lập quyết định sẽ tái cơ cấu Hội đồng Dân tộc Syria, và thành lập một ủy ban chuẩn bị soạn thảo luật mới cho Hội đồng Dân tộc Syria. Phần lớn trong số 300 đại diện của các phe phái đối lập đã ký vào tuyên bố chung, trừ các đại diện của các phe phái người Kurd, những người phản đối với lý do văn bản trên không đề cập đến việc giải quyết vấn đề người Kurd ở Syria.

## Hoạt động
Ban đầu khi thành lập, mâu thuẫn giữa các nhóm trong SNC sẽ khiến cho tổ chức này khó thống nhất phương pháp đấu tranh để lật đổ Tổng thống Bashar al-Assad. Nhiều kì vọng đổ dồn vào Hội đồng Dân tộc Syria sẽ làm nên chuyện như Hội đồng Dân tộc Chuyển tiếp ở Libya. Tuy nhiên tổ chức non trẻ này còn nhiều vấn đề phải giải quyết. Hai tháng đầu thành lập, lực lượng của SNC vẫn còn phân tán ở trong và ngoài nước. Phần lớn thành viên đôi khi bất đồng với chính sách của SNC, cho rằng chúng được ban hành chủ yếu do sự kiện phát sinh và đôi khi không chín chắn. Nhiều thành viên SNC phản đối việc người Hồi giáo chiếm đa số lực lượng, họ cũng bất đồng trong việc kêu gọi can thiệp quân sự từ nước ngoài.
Nhóm đối lập chính là Hội đồng Dân tộc Syria (SNC) muốn có một hiệp ước dân tộc làm mục tiêu chung và tất cả các đảng phái và các thành viên phe đối lập đã được mời.
SNC luôn kêu gọi sự ủng hộ của toàn dân trong nước, thúc giục các tổ chức nước ngoài hãy bảo vệ người dân Syria khỏi những tác động tiêu cực trong cuộc chiến với chính quyền Assad, nhưng cật lực phản đối mọi sự can thiệp quốc tế từ bên ngoài vì có thể xâm phạm chủ quyền quốc gia Syria.
Hội đồng dân tộc Syria đã có nhiều hành động để kêu gọi sự chú ý của chính phủ các nước. Ngày 6 tháng 12 năm 2011, Hội đồng đã tiếp bà Clinton, tổ chức gặp gỡ bảy thành viên của SNC để bàn về quá trình xây dựng dân chủ tại Syria thời hậu Assad. Ngoại trưởng Mỹ Hillary Clinton đã gặp các thành viên SNC lần đầu tiên tại Thụy Sĩ để bàn về những công cuộc chuyển đổi hợp lý.
Các nhà ngoại giao phương Tây và Arập khuyến khích SNC hợp tác với Ủy ban điều phối quốc gia (NCC), nếu không thể sáp nhập. NCC là cơ quan đối lập trong nước do ông Hassan Abdul Azim cùng một số nhân vật đối lập uy tín điều hành. Những người này luôn nêu cao cảnh giác với lực lượng Hồi giáo trong SNC. Phong trào đối lập tại Syria phần lớn do người Hồi giáo dòng Sunni tham gia. Mặc dù người Hồi giáo chiếm tới 75% tổng dân số Syria, nhưng SNC cần phải có được sự ủng hộ từ những người theo phái Alawite và Thiên chúa giáo vốn công khai thể hiện sự trung thành với ông Assad. Đặc biệt họ chưa có chương trình chi tiết để hợp tác với tổ chức này cần phải phối hợp hiệu quả với Lực lượng quân đội tự do Syria (FSA) vốn là tập hợp những binh sĩ đào tẩu và quay lại tấn công chính quyền
Sau đó, Hội đồng Dân tộc Syria đã mời các phe phái phản đối chế độ của ông Bashar Al-Assad nhóm họp tại Thổ Nhĩ Kỳ để vạch ra mục tiêu chung trước cuộc trấn áp phe đối lập của nhà cầm quyền đương nhiệm. Sự kiện này diễn ra ngay trước thềm hội nghị "Những người bạn của Syria" lần thứ hai tại Istanbul (Thổ Nhĩ Kỳ) do các nước phương Tây tổ chức. Đây là bước đi của phe đối lập tại Syria nhằm tranh thủ hơn nữa sự ủng hộ của Mỹ và đồng minh trong cuộc nổi dậy tại nước này.
Hội đồng cũng kêu gọi Liên đoàn Arập (AL) cử ngay quan sát viên tới thành phố Homs và các điểm nóng biểu tình khác ở Syria. Lời kêu gọi của SNC được đưa ra một ngày trước khi nhóm quan sát viên của AL đến Syria để giám sát thỏa thuận mà tổ chức gồm 22 thành viên này đã nhất trí với chính phủ của Tổng thống Bashar al-Assad ở Damascus nhằm chấm dứt tình trạng bạo lực kéo dài.
Sau cuộc họp tại Thổ Nhĩ Kỳ đầu tháng 3 năm 2012, Ngoại trừ một tổ chức, tất cả các phe phái đối lập ở Syria đã nhất trí cử Hội đồng Dân tộc Syria làm đại diện của họ và kêu gọi Tổng thống Bashar al-Assad rút các xe tăng để thể hiện ông nghiêm túc muốn có hòa bình. Tuyên bố được đọc trước báo giới vào lúc kết thúc hội nghị các phe phái đối lập diễn ra trong hai ngày ở Istanbul nhấn mạnh: "Hội nghị đã quyết định SNC là người đối thoại và đại diện chính thức cho nhân dân Syria." Hội nghị đã nhất trí về tuyên bố cam kết tái cơ cấu SNC và quyết định thành lập ủy ban trù bị để soạn thảo luật mới cho SNC.

## Phản ứng quốc tế
Ban đầu, ngay sau khi SNC tuyên bố thành lập, Bộ Ngoại giao Mỹ đã kêu gọi công dân nước này rời Syria ngay lập tức, các hoạt động kinh doanh, du lịch từ Mỹ tới Syria trong tương lai gần cũng bị hoãn lại Ngoại trưởng Liban Adnan Mansour cho biết nước này sẽ không công nhận Hội đồng Dân tộc của phe đối lập Syria ngay cả khi Liên đoàn Arập làm như vậy, ông cho rằng đối thoại là phương thức duy nhất để chấm dứt cuộc khủng hoảng chính trị hiện nay tại Syria.
Bộ trưởng ngoại giao Syria Walid al-Moallem đưa ra cảnh báo trước Hội đồng Quốc tế về việc không công nhận cơ quan đại diện là Hội đồng dân tộc Syria. Họ đe dọa sẽ dùng biện pháp cứng rắn để chống lại những nước không công nhận tổ chức mới của Syria. Tuy ông này không rõ các kế hoạch hoạt động nhưng ông sẽ cố gắng để SNC trở thành cơ quan hợp pháp của Syria lật đổ chính quyền tổng thống Assad, giống như Hội đồng Dân tộc Chuyển tiếp Libya đã lật đổ đại tá Gaddafi.

Bản đồ các nước có quan hệ với Hội đồng dân tộc Syria
Syria
States that have diplomatically recognised SNC as the sole legitimate government of Syria
States that have official support/recognition for SNC as partner for dialogue
States that have unofficial support for SNC as partner for dialogue
States with informal relations with the SNC
States that have not supported Syrian National Council

Lúc đầu chỉ có Thổ Nhĩ Kỳ và Pháp là hai nước ủng hộ SNC nhiệt thành nhất, nước Anh đã chỉ định cựu đại sứ tại Liban làm đặc phái viên đến đối thoại với SNC. Ngoài ra Hội đồng dân tộc chuyển tiếp của Lybia cũng ủng hộ SNC, công nhận tính pháp lý và tính lãnh đạo của SNC
Đến ngày 01 tháng 4 năm 2012, hơn 70 quốc gia tham dự hội nghị "Những người bạn của Syria" diễn ra tại Istanbul, Thổ Nhĩ Kỳ đã ra tuyên bố chung công nhận Hội đồng Dân tộc Syria là đại diện hợp pháp của nhân dân Syria. Tuyên bố này được đưa ra sau khi SNC kêu gọi hội nghị thừa nhận lực lượng này. SNC cũng thông báo sẽ trả lương những ai tham gia đấu tranh chống chính quyền của Tổng thống Syria Bashar al-Assad. Hội nghị đã quyết định sẽ tài trợ chi phí cho các nhà hoạt động đối lập ở Syria, đồng thời ra tuyên bố chung công nhận tính hợp pháp của SNC theo lời kêu gọi của lực lượng này. Động thái có thể mở đường cho hành động can thiệp quân sự lật đổ Tổng thống Assad. Theo phía Mỹ, họ sẽ cung cấp các trang thiết bị viễn thông cho phe đối lập ở Syria để họ có thể liên lạc với thế giới bên ngoài và chống đỡ trước các cuộc tấn công của chính phủ.